# NASA/IPAC外银河系数据库
NASA/IPAC外银河系数据库（英語：NASA/IPAC Extragalactic Database，NED）是一个为天文学家提供的在线天文数据库，旨在整理和交叉关联关于银河系外天体（如星系、类星体、无线电、X射线源和红外源等）的天文信息。NED由帕萨迪纳的2位天文学家George Helou和Barry F. Madore于20世纪80年代后期创建。NED由美国国家航空航天局（NASA）资助，并由美国加利福尼亚理工学院校园内的红外处理和分析中心（IPAC）与NASA签订合同负责运营。
NED基于一个银河系外天体的主列表，该列表已建立了名称的交叉标识，尽可能录入了精确的位置和红移，并收集了一些基础数据。各个天体的文献参考已被索引，且在线开放银河系外天体的文献摘要。从大型汇编物和文献中提取的详细且有出处的光度、位置和红移数据也被收录。
NED还包括来自2微米全天巡天、文献、数字化巡天（Digitized Sky Survey）的图像。
截至2014年3月，NED包含2.06亿个独立的天体，跨多个波长有2.32亿个交叉识别，其中500万个天体具有红移测量数据，19亿个光度数据点，6.09亿个直径测量数据，为超过1.5万个星系提供了7.1万个独立于红移的距离测量数据。此外，还有23万个天体的31万个详细分类，260万幅图像、地图或外部链接，以及6.5万篇期刊文章、笔记和摘要的链接。